# Hardin (Illinois)
Hardin es una villa ubicada en el condado de Calhoun en el estado estadounidense de Illinois. En el Censo de 2010 tenía una población de 967 habitantes y una densidad poblacional de 162,19 personas por km². Se encuentra a la orilla izquierda del río Misisipi que la separa de Misuri. 

## Geografía
Hardin se encuentra ubicada en las coordenadas 39°9′33″N 90°37′24″O / 39.15917, -90.62333. Según la Oficina del Censo de los Estados Unidos, Hardin tiene una superficie total de 5.96 km², de la cual 5.51 km² corresponden a tierra firme y (7.56%) 0.45 km² es agua.

## Demografía
Según el censo de 2010, había 967 personas residiendo en Hardin. La densidad de población era de 162,19 hab./km². De los 967 habitantes, Hardin estaba compuesto por el 98.24% blancos, el 0.62% eran afroamericanos, el 0.21% eran amerindios, el 0.21% eran asiáticos, el 0% eran isleños del Pacífico, el 0% eran de otras razas y el 0.72% pertenecían a dos o más razas. Del total de la población el 0.83% eran hispanos o latinos de cualquier raza.